# Prontezza di spirito
Prontezza di spirito è un racconto popolare appartenente alla cultura Hausa,  diffusa nell'Africa occidentale e che ha una significativa presenza in nazioni come la Nigeria, il Sudan, il Camerun, il Ghana, la Costa d'Avorio e il Ciad.

## Genere letterario
Il racconto è catalogabile nell'ambito dei racconti-dilemma, ossia di quelli incentrati sull'aspetto morale della vita, dell'
uomo e delle sue azioni, raccontati con il preciso scopo di indurre un dibattito su particolari tematiche, quali la famiglia e la vita comunitaria.
In questo tipo di racconti, talvolta, non è prevista né una soluzione al problema né tanto meno risposte e per questo motivo sono anche chiamati indovinelli ed enigmi, perché è considerato prioritario il dibattito innescato dal racconto, che peraltro risulta tutt'altro che infruttuoso e sterile, dato che, generalmente, vige la figura di un moderatore svolta da un anziano saggio che cerca di riassumere le varie opinioni usando una buona dose di eloquenza.

## Trama
Il racconto narra le vicende di due giovani corteggiatori, entrambi muniti di due giavellotti, che mentre stanno facendo la corte alla ragazza dei loro sogni, vengono aggrediti da un leone. 

Entrambi lanciano vanamente gli attrezzi contro l'animale e uno dei due consiglia all'altro di andare a casa sua e rifornirsi di nuovi giavellotti. Nel frattempo il giovane rimasto sul posto con un'abile e coraggiosa mossa, taglia la gola al leone. 

Quando riappare l'altro, non si accorge immediatamente che il leone è già morto, e gli salta addosso per finirlo.
Il dilemma posto riguarda la prontezza di spirito: a quale dei due giovani spetterebbe questo premio?